# Zorglub à Cuba
Zorglub à Cuba, ou Spirou à Cuba, lors de la parution des 8 premières planches dans le journal de Spirou, est une aventure en bande dessinée inachevée de Spirou et Fantasio. Réalisé par Tome et Janry, cette histoire aurait dû être le 47e album de la série.

## Raisons du statut inachevé
Après Machine qui rêve sorti en 1998, Tome et Janry commencent à travailler sur un nouvel album de Spirou. L'action doit se dérouler sur l'île de Cuba et Zorglub doit faire son grand retour dans la série. Mais le succès grandissant du Petit Spirou, la polémique suscitée par l'album précédent du duo, et le manque de soutien des dirigeants des Éditions Dupuis de l'époque après la mort de Philippe Vandooren poussent les auteurs à abandonner la série et ce nouvel album après une dizaine de planches dessinées.
La série s'arrête durant six ans, et il faudra attendre 2004 et la reprise par Morvan et Munuera avant qu'un nouvel album de Spirou et Fantasio ne soit publié.

### Publication des planches
Les planches de Spirou à Cuba sont longtemps restées inédites, jusqu'à fin 2008 ou deux planches ont été exposées lors d'une exposition Tome et Janry à Bruxelles. Certains journalistes[Qui ?] ont par la suite déclaré que cet album verrait le jour dans la série parallèle, chose qui n'a pas été confirmée ni par Dupuis, ni par les auteurs.
Les planches sont publiées pour la première fois dans le numéro 3839 du journal de Spirou, daté du 9 novembre 2011. Elles ne seront éditées en album qu'en mars 2015 (à l'exception de la première case) dans le tome 16 de l'intégrale Spirou et Fantasio.

## Synopsis
Ce tome inachevé devait notamment entraîner la réapparition du personnage de Zorglub. Ce dernier séjourne à Cuba avec un projet en tête : celui de faire de l'île la plus grande prison du monde. Spirou l'espionne discrètement avant d'être rejoint par Fantasio et Spip.

## Personnages
- Spirou
- Fantasio
- Spip
- Zorglub
- Professeur Zodiac
- Le Comte de Champignac (présent sur une photo)

## Style
Spirou à Cuba marque un léger retour à la lignée graphique et esthétique antérieure au précédent album de Tome et Janry, Machine qui rêve.